# 東直輝
東 直輝（あずま なおき、1978年3月18日 - ）は、日本の男性漫画家。愛知県豊橋市出身。初期には「あずま けいしん」、のちに「東 佳伸」の名義を使用していた。2001年ごろより現在のペンネームに移行している。

## 作品リスト

### 連載
特記がない限り「東直輝」名義。
- CHILDRAGON（『週刊少年ジャンプ』1999年33号 - 45号） - 「あずまけいしん」名義。
- ソワカ（『週刊少年ジャンプ』2001年52号 - 2002年24号）
- 少年守護神（『週刊少年ジャンプ』2003年12号、2004年17号 - 28号）
- 外天の夏（原作：佐木飛朗斗、『週刊ヤングジャンプ』2008年21・22合併号 - 2009年19号）
- 妖変ニーベルングの指環（原作：佐木飛朗斗、『週刊少年チャンピオン』2009年46号 - 2010年1月号）
- 爆音伝説カブラギ（原作：佐木飛朗斗、『マガジンSPECIAL』2010年No.4 - 2017年No.2）
- 芸人交換日記〜イエローハーツの物語〜（原作：鈴木おさむ、『月刊ヤングマガジン』2012年4月号 - 2013年12月号）
- [R-16]R（原作：佐木飛朗斗、『月刊ヤングマガジン』2014年4号 - 2017年11号） - 第一部完。
- 不死身の特攻兵 生キトシ生ケル者タチヘ（原作：鴻上尚史、『週刊ヤングマガジン』2018年36・37合併号 - 2020年25号→『コミックDAYS』2020年6月2日 - 2020年8月18日）
- 警視庁草紙 -風太郎明治劇場-（原作：山田風太郎、『モーニング』2021年41号[3] - 2023年24号[4]→『Dモーニング』2023年25号[4]・『コミックDAYS』2023年5月17日[4] - 7月5日[5]）
- 龍と霊 -DRAGON＆APE-（原案：久正人、『モーニング』2024年38号[6] - ）

### 読み切り
- POLICE BACADEMY（『赤マルジャンプ』1999WINTER） - 第2回ストーリーキングマンガ部門準キング、「あずまけいしん」名義。
- 徒然臭!!（『eジャンプ』2000年1月18日増刊） - 「あずまけいしん」名義。
- Fire!!（『赤マルジャンプ』2000SPRING） - 「東佳伸」名義。
- REALIZER（『週刊少年ジャンプ』2000年49号） - 「東佳伸」名義。
- 焱 〜鬼の棲む島国〜（『赤マルジャンプ』2001SPRING） - 「東直輝」名義。

### 書籍
特記がない限り「東直輝」名義。
- 『CHILDRAGON』、集英社〈ジャンプ コミックス〉1999年 - 2000年、全2巻、「あずまけいしん」名義
- 『ソワカ』、集英社〈ジャンプ コミックス〉2002年、全3巻
- 『少年守護神』集英社〈ジャンプ コミックス〉、2004年9月発行、ISBN 4-08-873654-0
- 『外天の夏』、原作：佐木飛朗斗、集英社〈ヤングジャンプ コミックス〉2008年 - 2009年、全5巻
- 『妖変ニーベルングの指環』、原作：佐木飛朗斗、秋田書店〈少年チャンピオン・コミックス〉2010年、既刊1巻・以下未刊
- 『爆音伝説カブラギ』、原作：佐木飛朗斗、講談社〈少年マガジンコミックス〉2010年 - 2017年、全19巻
- 『芸人交換日記〜イエローハーツの物語〜』、原作：鈴木おさむ、講談社〈ヤンマガKCスペシャル〉2012年 - 2013年、全4巻
- 『[R-16]R』、原作：佐木飛朗斗、講談社〈ヤンマガKCスペシャル〉2014年 - 2018年、全8巻
- 『不死身の特攻兵 生キトシ生ケル者タチヘ』、原作：鴻上尚史、講談社〈ヤンマガKCスペシャル〉2018年 - 2021年、全10巻
- 『警視庁草紙 -風太郎明治劇場-』、原作：山田風太郎、講談社〈モーニングKC〉2022年 - 2023年、全13巻
- 『龍と霊 -DRAGON＆APE-』、原案：久正人、講談社〈モーニングKC〉2025年 - 、既刊3巻（2025年6月23日現在）

## 関連人物
大沢祐輔
元アシスタント。
佐木飛朗斗
多くの作品をともに手がけ、佐木からは「弟子」と発言されている。